# Marian Gidlewski
Marian Gidlewski (ur. 8 września 1860 w Ustrzykach Dolnych, zm. 27 sierpnia 1925 we Lwowie) – generał brygady Wojska Polskiego, doktor wszech nauk lekarskich, okulista.

## Życiorys
Urodził się 8 września 1860 w Ustrzykach Dolnych, w ówczesnym powiecie liskim Królestwa Galicji i Lodomerii, w rodzinie Jana i Wilhelminy. W 1880 ukończył gimnazjum w Przemyślu. Naukę kontynuował na Wydziale Lekarskim Uniwersytetu Jagiellońskiego w Krakowie. 15 lipca 1886 uzyskał dyplom lekarski. Po zakończeniu edukacji 1 sierpnia 1886 wstąpił do austriackiej armii. W 1892 uzyskał specjalizację z okulistyki.
Brał udział w I wojnie światowej, pełniąc m.in. funkcje szefa sanitarnego korpusu w polu i szefa sanitarnego kolei wojskowym na terenie okupowanego przez Austriaków Królestwa Kongresowego. W cesarskiej i królewskiej armii służył do 9 listopada 1918.
W WP od 1 grudnia 1918 (początkowo pozostawał w rezerwie). Od 10 stycznia 1919 szef sanitarny Dowództwa „Wschód”. 6 lutego 1919 został formalnie przyjęty do Wojska Polskiego z zatwierdzeniem rangi pułkownika lekarza. Od 20 czerwca 1919 szef sanitarny Dowództwa Okręgu Generalnego Lwów.
Z dniem 1 maja 1921 został przeniesiony w stały stan spoczynku z prawem noszenia munduru. 26 października 1923 prezydent RP Stanisław Wojciechowski zatwierdził go w stopniu generała brygady. Zamieszkał we Lwowie, gdzie zmarł 27 sierpnia 1925. Pochowany na miejscowym Cmentarzu Łyczakowskim.
10 października 1891 we Lwowie ożenił się z Anną z Czaykowskich (1865–1932), córką właścicieli ziemskich, z którą miał syna Józefa (1892–1943), rotmistrza rezerwy 8 pułku ułanów, urzędnika.

## Odznaczenia
- Krzyż Walecznych nr 30079[12][13]
- Złoty Krzyż Zasługi[1]
- Odznaka pamiątkowa „Orlęta”[1]